# ليوناردو بروني

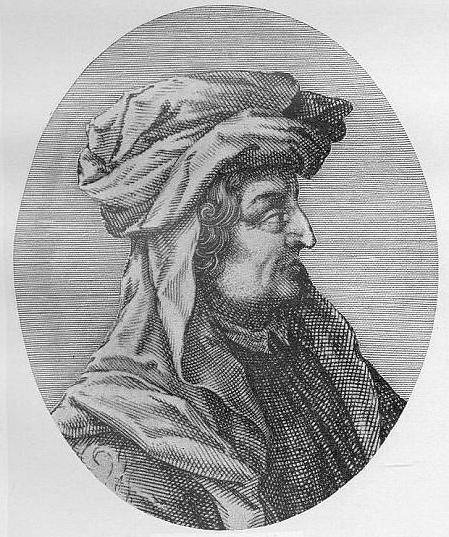
ليوناردو بروني

ليوناردو بروني (بالإيطالية: Leonardo Bruni)‏ أو ليوناردو أرينتو (بالإيطالية: Leonardo Aretino)‏ (تقريباً 1370 - 9 مارس 1444) كان إنسانيًا ومؤرخًا ورجل دولة إيطالي. يعرف بأنه أول مؤرخ حديث.

## روابط خارجية
- ليوناردو بروني على موقع الموسوعة البريطانية (الإنجليزية)